# Labiaal

Labiaal

Labiaal betekent in de fonetiek de vorming van een medeklinker door of beide lippen (ook wel bilabiaal genoemd), door de onderlip en de bovenste tanden (labiodentaal), of door coarticulatie van de beide lippen en het zachte verhemelte (labiovelaar). Alle labiale klanken worden bijgevolg onderverdeeld in deze drie hoofdgroepen.
De Nederlandse [m] is een voorbeeld van een bilabiale nasale klank. Daarnaast zijn [b] en [p] bilabiale plosieven en [v] en [f] labiodentale fricatieven.

## Verdeling
Slechts weinig talen maken een fonematisch onderscheid louter op basis van de kenmerken "bilabiaal" of "labiodentaal". Een voorbeeld is niettemin het Ewe, dat beide soorten fricatieven gebruikt. Voor de meeste talen van de wereld daarentegen is labiaal op zich al een voldoende  bepaling. 
Of klanken in de praktijk bilabiaal, labiodentaal of labiovelaar uitpakken verschilt per taal. Het meest voorkomende patroon is dat van bilabiale plosieven en nasale, labiodentale fricatieven (zoals in het Engels). Daarnaast is geen enkele labiale approximant zo algemeen als de labio-velare approximant /w/; labiovelare klanken zijn voor het overige zeldzaam.
Soorten medeklinkers: nasaal · bilabiaal · labiaal · dentaal · labiodentaal · alveolaar · palataal · retroflex · velaar · laryngaal · gutturaal
Deze pagina bevat fonetische informatie in het IPA, die in sommige browsers mogelijk niet correct wordt weergegeven.
Waar symbolen in paren voorkomen, vertegenwoordigt het rechter teken een stemhebbende medeklinker. Gearceerde gebieden bevatten medeklinkers die worden beschouwd als onuitspreekbaar.
Zie ook: IPA, Klinkers